# Зантарая, Георгий Малхазович
Георгий Малхазович Зантарая (укр. Георгій Малхазович Зантарая, груз. გიორგი ზანთარაია; род. 21 октября 1987, Гали, Абхазская АССР) — украинский дзюдоист грузинского происхождения, участник летних Олимпийских игр, победитель и призёр чемпионатов мира и Европы, заслуженный мастер спорта.
Женат, воспитывает сына Давида (родился 5 июля 2012 года), дочь Еву (2018 г.р.).
Первый тренер — В. В. Бриман, затем — В. В. Дуброва.
Выступает за спортивное общество «Динамо» (Киев).
Единственный украинский дзюдоист, выигравший титул чемпиона мира по дзюдо (за всю историю, как независимой Украины, так и союзной республики СССР).
Национальный олимпийский комитет Украины дважды (в августе 2009 года и мае 2011 года) признавал Георгий Зантарая лучшим спортсменом страны.
Майор Службы Безопасности Украины (СБУ). Депутат Киевского горсовета (избран от партии «Слуга народа»).

## Награды
- Орден «За заслуги» II ст. (15 июля 2019 года) — за достижение высоких спортивных результатов на II Европейских играх у г.Минску (Республика Беларусь), проявленные самоотверженность и волю к победе[3].
- Орден «За заслуги» III ст. (9 сентября 2011 года) — за весомый личный вклад в развитие и популяризацию физической культуры и спорта в Украине, высокое мастерство и многолетнюю плодотворную профессиональную деятельность[4].

## Спортивные достижения
| Соревнования                         | Золото | Серебро | Бронза |
| ------------------------------------ | ------ | ------- | ------ |
| Чемпионаты мира                      | 1      | 1       | 4      |
| Чемпионаты Европы                    | 2      | 1       | 0      |
| Кубки мира / Гран-При / Большой шлем | 2      | 2       | 9      |
| Первенства Европы (U23)              | 0      | 0       | 2      |
| Первенства Европы (U20)              | 1      | 0       | 0      |
| Национальные чемпионаты              | 2      | 1       | 0      |
| Национальные чемпионаты (U20)        | 1      | 0       | 2      |